# Don Rickles
Donald Jay "Don" Rickles (Queens, Nova York, 8 de maig de 1926 – Beverly Hills, Califòrnia, 6 d'abril de 2017) fou un actor i còmic estatunidenc.

## Biografia
Rickles va néixer a Queens, un barri de Nova York, fill de pares jueus (Max i Etta Rickles). Després de graduar-se en la Newtown High School (New York City), va servir en l'Armada dels Estats Units durant la Segona Guerra Mundial al vaixell USS Cyrene (AGP-13) com a mariner. Va ser desmobilitzat el 1946. Dos anys més tard va estudiar en l'American Academy of Dramatic Arts i va actuar en petits papers a la televisió. Frustrat per la falta d'un treball continuat, va començar a fer comèdia verbal. Va començar a ser conegut com a insult cointervenen (humorista basat en els insults) que respon als hecklers (espectadors que interrompen els espectacles amb comentaris impertinents). A l'audiència li agradaven més aquests insults que el material que portava preparat, per la qual cosa els va incorporar com a part de la seva actuació. El seu estil era similar al d'un antic practicant d'aquest tipus d'humor, Jack E. Leonard, encara que Rickles ha negat que Leonard hagi influït en el seu estil.
Mentre treballava en un club nocturn de Los Angeles, Rickles es va dirigir de broma a Frank Sinatra. Rickles va dir que acabava de veure la seva pel·lícula Orgull i passió i que li volia dir que la interpretació del canó havia estat formidable, afegint que marxés a casa seva casa i que donés un cop a algú. A Sinatra, que va anomenar a Rickles com a "bullet-head" (cap de bala), li va agradar tant Rickles que va animar a altres celebritats que fossin a veure l'actuació de Rickles i fossin insultats per ell. El suport de Sinatra va ajudar Rickles a convertir-se en un popular artista assidu a Las Vegas. Rickles va començar a ser anomenat en aquesta època amb els sobrenoms "The Merchant of Venom" i "Mr. Warmth," pel tipus d'humor que feia basat en l'insult, dirigit a gent de tota mena d'ètnies i formes de vida. D'aquells anys ve també el costum que la seva entrada als escenaris o platós televisius s'acompanyés amb la interpretació del del pasdoble torero "La Virgen de la Macarena", amb la intenció de suggerir que amb la seva presència algú serà torejat, metafòricament parlant. El 1967 va protagonitzar la comèdia The Odd Couple al costat d'Ernest Borgnine.

## Filmografia
- Run Silent, Run Deep (1958)
- The Rabbit Trap (1959)
- Perduts a la gran ciutat (The Rat Race) (1960)
- L'home amb raigs X als ulls (X: The Man with the X-Ray Eyes) (1963)
- Muscle Beach Party (1964)
- Bikini Beach (1964)
- Pajama Party (1964)
- Beach Blanket Bingo (1965)
- Enter Laughing (1967)
- The Money Jungle (1968)
- Què cal fer (Where It's At) (1969)
- Els herois de Kelly (Kelly's Heroes) (1970)
- The Love Machine (1971)
- Keaton's Cop (1988)
- Sang fresca (Innocent Blood) (1992)
- Casino (1995)
- Toy Story (1995) (veu)
- Redux Riding Hood (1997) (curtmetratge, veu)
- Off the Menu: The Last Days of Chasen's (1997) (documental)
- Quest for Camelot (1998) (veu)
- Dirty Work (1998)
- Dennis the Menace Strikes Again (1998)
- Toy Story 2 (1999) (veu)
- Goodnight, We Love You (2004) (documental)
- The J-K Conspiracy (2004) (documental)
- The Aristocrats (2005) (documental)
- The Last Laugh (2006) (documental)
- Mr. Warmth: The Don Rickles Project (2007) (documental)
- Toy Story 3 (2010) (veu)
- Hawaiian Vacation (2011) (veu)
- Zookeeper (2011) (veu)
- Small Fry (2011) (veu)
- Vacation in India with Amruth raj'(2012) (veu)
- Toy Story 4 (2019) (veu)